# Нікола Даффетт
Нікола Даффетт (22 січня 1963 , Портсмут, Гемпшир ) — англійська актриса, відома своїми ролями Деббі Бейтс у серіалі Мешканці Іст-Енду та Кет Маккензі у фільмі Сімейні справи.

## Кар'єра
Даффет зіграла роль другого плану в оскароносному фільмі Джеймса Айворі «Маєток Говардс Енд» (1992). Вона відома двома давніми ролями в мильних операх. Після того, як з 1993 по 1995 рік з'явилася в ролі Деббі Бейтс у «Мешканці Іст-Ендерс», вона зіграла роль п'янички Кот Метьюз у «Справах сім'ї». Кот вперше з'явилася у «Справах сім'ї» наприкінці 1998 року і була ключовим персонажем у сюжетних лініях до завершення серіалу в грудні 2005 року. Нікола Даффетт з'явилася на сцені у виставі Simply Disconnected Саймона Грея у Chichester Festival Theatre, а також у ролі Титанії у «Сні літньої ночі» та Єлени Троянської у виставі «Троїл і Крессіда» у Театрі просто неба, Ріджентс-парк, а також у Coming Up Джеймса Мартіна Чарльтона в Warehouse Theatre.
Даффетт також взяла участь у реаліті-серіалі Celebrity Fit Club і знялася в ролі Бронвен Джонс в епізоді Торчвуда під назвою «Random Shoes». У 2016 році вона знімалася в серіалі BBC «Коронер», епізод 2.4 «Звір з Лайтхейвену» у ролі Емі Пенкет. У 2018 році Нікола зіграла головну роль у драмі BBC Two Collateral. Потім вона з'явилася в драматичному серіалі ITV «Глибока вода» у 2019 році. У липні 2020 року оголосили, що Даффетт з'явиться в мильній опері ITV Вулиця коронації в ролі Люсі Фернсбі.